# Fischerrück
Der Fischerrück ist ein Ortsteil des Bezirkes Kaiserslautern-West der kreisfreien Großstadt Kaiserslautern in Rheinland-Pfalz. Das Gebiet ist mit etwa 6000 Einwohnern das größte innerhalb des früheren Ortsbezirks Kaiserslautern-West. 

## Bevölkerung
Die meisten Bewohner leben in Einfamilienhäusern oder in Plattenbauten. Der Anteil der Arbeitslosen und Sozialgeld-Empfänger ist hier besonders hoch. Es gibt einige Straßen, die als besonders gefährlich gelten und eine hohe Kriminalität aufweisen.

## Religion
Vor Ort befinden sich die um 1960 errichtete evangelische Dietrich-Bonhoeffer-Kirche und die 1957 errichtete katholische Kirche St. Konrad.

## Infrastruktur
Der Stadtteil ist über die Buslinien 105 und 107 der SWK Stadtwerke Kaiserslautern Verkehrs-AG an das Nahverkehrsnetz angeboten.